# Boissy-Mauvoisin
Boissy-Mauvoisin là một xã của Pháp, nằm ở tỉnh Yvelines trong vùng Île-de-France.
Người dân ở đây trong tiếng Pháp gọi là Boisséens.
Các xã giáp ranh gồm: Perdreauville về phía bắc và đông, Ménerville về phía đông nam, Longnes về phía nam, Neauphlette về phía tây nam và Bréval về phía tây.

## Thông tin nhân khẩu
| 1793 | 1800 | 1806 | 1821 | 1831 | 1836 | 1841 | 1846 | 1851 |
| ---- | ---- | ---- | ---- | ---- | ---- | ---- | ---- | ---- |
| 643  | 571  | 653  | 622  | 568  | 525  | 577  | 588  | 580  |

| 1856 | 1861 | 1866 | 1872 | 1876 | 1881 | 1886 | 1891 | 1896 |
| ---- | ---- | ---- | ---- | ---- | ---- | ---- | ---- | ---- |
| 534  | 513  | 484  | 429  | 411  | 385  | 351  | 360  | 376  |

| 1901 | 1906 | 1911 | 1921 | 1926 | 1931 | 1936 | 1946 | 1954 |
| ---- | ---- | ---- | ---- | ---- | ---- | ---- | ---- | ---- |
| 344  | 349  | 337  | 304  | 342  | 309  | 299  | 281  | 303  |

| 1962                                         | 1968 | 1975 | 1982 | 1990 | 1999 | - | - | - |
| -------------------------------------------- | ---- | ---- | ---- | ---- | ---- | - | - | - |
| 294                                          | 255  | 309  | 388  | 471  | 526  | - | - | - |
| Số liệu kể từ 1962 : dân số không tính trùng |      |      |      |      |      |   |   |   |

## Administration
| Danh sách các thị trưởng               |           |             |      |         |
| Giai đoạn                              | Giai đoạn | Tên         | Đảng | Tư cách |
| tháng 3 năm 2001                       | 2008      | Hubert Jean |      |         |
| mars 2008                              | 2014      | Hubert Jean |      |         |
| Tất cả các dữ liệu trước đây không rõ. |           |             |      |         |